# Fosfosiderite
La fosfosiderite è un minerale appartenente al appartenente al gruppo della metavariscite. Il nome del minerale deriva dalla presenza di fosforo e ferro nei suoi componenti.
Sinonimi del minerale sono metastrengite e clinostrengite.

## Abito cristallino
Incrostazioni, sferico.

## Origine e giacitura
Insieme alla strengite e talvolta con l'hureaulite, soprattutto nelle pegmatiti, oppure al cappello dei giacimenti ferriferi insieme alla limonite.

## Forma in cui si presenta in natura
In cristalli tabulari ben formati.

## Proprietà chimico fisiche
- Solubile facilmente in acido cloridrico[1].
- DEnsità di elettroni: 2,71 gm/cc[2]
- Indice di fermioni: 0,0065862806[2]
- Indice di bosoni: 0,9934137194[2]
- Fotoelettricità: 9,60 barn/elettrone[2]
- Massima birifrangenza: 0,046[3]
- Pleocroismo: visibile[3]
  - X:^c ~ 4°: rosa chiaro
  - Y:b: rosso carminio
  - Z: incolore
- Dispersione: {\displaystyle r>v} molto forte[3]

## Località di ritrovamento
- Europa: Hagendorf, Pleystein in Baviera (Germania), Mangualde in Portogallo, Chanteloube presso Limoges in Francia, S. Giovaneddu presso Gonnesa in Sardegna[1].
- America: Pala in California, dalla miniera Palermo e altre miniere presso North Groton nel New Hampshire e in cristalli eccezionali grandi più di un centimetro associata a strengite e barbosalite site in diverse pegmatiti nelle miniere di Bull Moose presso Custer nel Dakota del Sud (Stati Uniti)[1].